# Le Secret d'une vie

Le Secret d'une vie (Barbara Wood – Karibisches Geheimnis) est un téléfilm allemand réalisé par Marco Serafini et diffusé en 2009.

## Fiche technique
- Scénario : Christiane Sadlo, Marco Serafini, Robert Pawloski et Barbara Wood
- Durée : 89 minutes
- Pays :  Allemagne

## Distribution
- Sandra Speichert : Abby Tyler
- Helmut Zierl : Jack Burns
- Carin C. Tietze : Vanessa Nichols
- Florian Fitz : Peter Morricone
- Janina Flieger : Nina Burns
- Ines Brigman : Ophelia Kaplan
- Lara-Isabelle Rentinck : Francesca Fallon
- Johnny Ray Rodriguez : Michael Fallon
- Pedro Telémaco : Sam Cline
- Paul James Palmer : Tom Meyer
- Sean Dennison : Steven Vanderberg
- Juan Manuel Lebrón : Marcus
- Jorge Luis Ramos : John Singer
- Marisé Alvarez : Secrétaire
- John van Dalen : Directeur de campagne de Michael Fallon